# Pepłówek (województwo zachodniopomorskie)
Pepłówek (niem. Neufeld - "Nowe pole") – wieś sołecka w Polsce położona w województwie zachodniopomorskim, w powiecie drawskim, w gminie Kalisz Pomorski. W latach 1946–1950 miasto administracyjnie należało do województwa szczecińskiego, a w latach 1975–1998 miejscowość administracyjnie należała do województwa koszalińskiego. W roku 2007 wieś liczyła 103 mieszkańców.

## Geografia
Wieś leży ok. 10 km na północ od Kalisza Pomorskiego, ok. 3,5 km na wschód pd drogi wojewódzkiej nr 175, między Starą Studnicą a miejscowością Poźrzadło Wielkie.